# Leichtathletik-Europameisterschaften 1966/800 m der Frauen

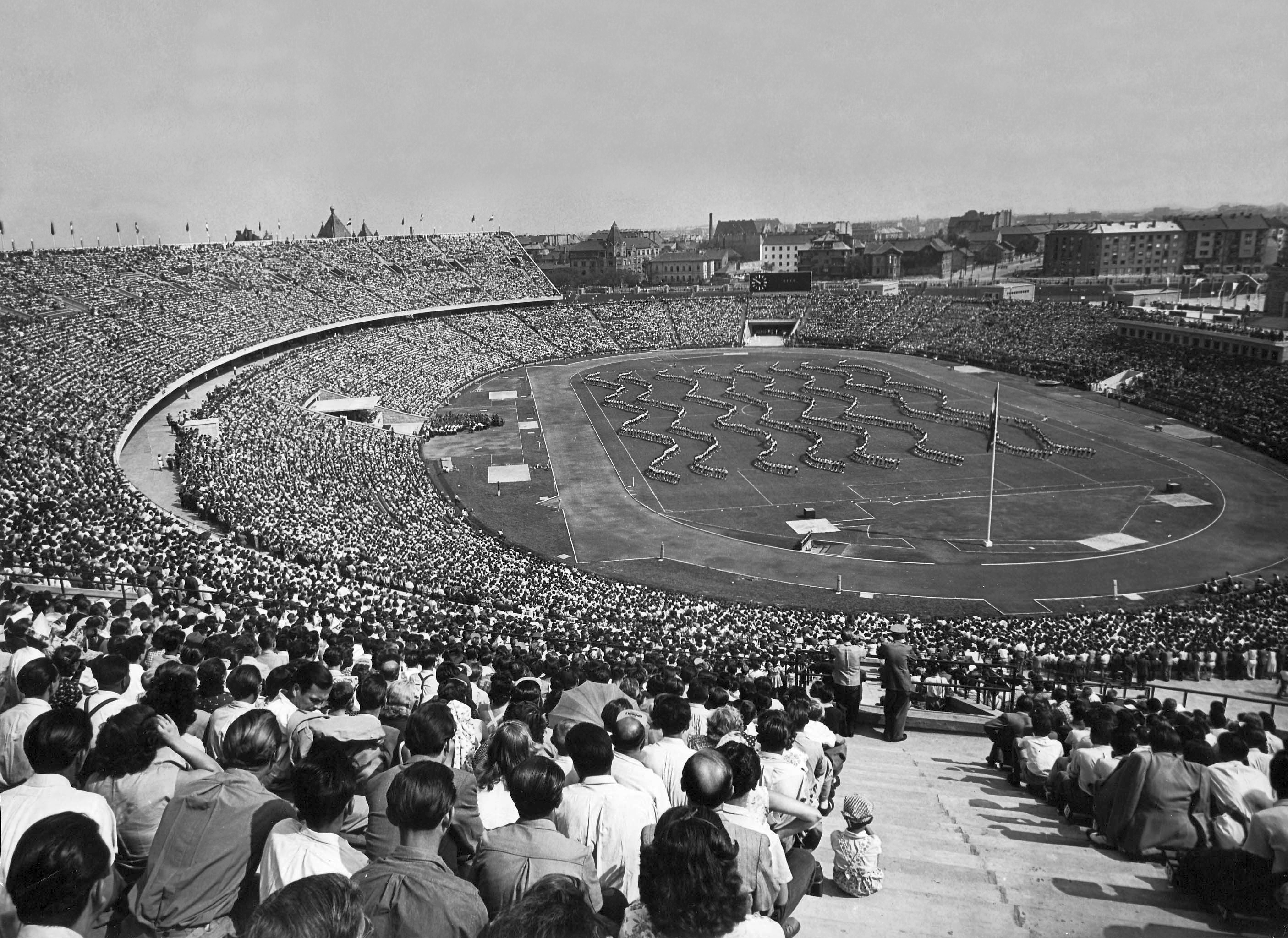
Das Népstadion bei einer Veranstaltung im Jahr 1953

Der 800-Meter-Lauf der Frauen bei den Leichtathletik-Europameisterschaften 1966 wurde vom 2. bis 4. September 1966 im Budapester Népstadion ausgetragen.
Europameisterin wurde die Jugoslawin Vera Nikolić. Den zweiten Platz belegte die Ungarin Zsuzsa Szabó. Bronze ging an die bundesdeutsche Läuferin Antje Gleichfeld.

## Rekorde

### Bestehende Rekorde
| Weltrekord           | 2:01,1 min | Ann Packer  | OS Tokio, Japan         | 20. Oktober 1964   |
| Europarekord         | 2:01,1 min | Ann Packer  | OS Tokio, Japan         | 20. Oktober 1964   |
| Meisterschaftsrekord | 2:02,8 min | Gerda Kraan | EM Belgrad, Jugoslawien | 16. September 1962 |

### Rekordegalisierung / -verbesserungen
Der bestehende EM-Rekord wurde egalisiert und darüber hinaus gab es sieben neue Landesrekorde.
- Meisterschaftsrekord
  - 2:02,8 min (egalisiert) – Vera Nikolić (Jugoslawien), Finale am 4. September
- Landesrekorde
  - 2:10,4 min – Britt Ramstad (Norwegen), erster Vorlauf am 2. September
  - 2:07,5 min – Marie Ingrova (Tschechoslowakei), dritter Vorlauf am 2. September
  - 2:12,8 min – Francine Peyskens (Belgien), vierter Vorlauf am 2. September
  - 2:13,2 min – Adile Dani (Albanien), vierter Vorlauf am 2. September
  - 2:02,8 min – Vera Nikolić (Jugoslawien), Finale am 4. September
  - 2:03,1 min – Zsuzsa Szabó (Ungarn), Finale am 4. September
  - 2:03,7 min – Antje Gleichfeld (BR Deutschland), Finale am 4. September

## Vorrunde
2. September 1966
Die Vorrunde wurde in vier Läufen durchgeführt. Die ersten vier Athletinnen pro Lauf – hellblau unterlegt – qualifizierten sich für das Halbfinale.

### Vorlauf 1
| Platz | Name              | Nation         | Zeit (min) |
| ----- | ----------------- | -------------- | ---------- |
| 1     | Vera Nikolić      | Jugoslawien    | 2:08,5     |
| 2     | Waltraud Pöhlitz  | DDR            | 2:08,9     |
| 3     | Anita Wörner      | BR Deutschland | 2:09,0     |
| 4     | Pat Lowe          | Großbritannien | 2:09,4     |
| 5     | Zofia Kaliszczuk  | Polen          | 2:10,3     |
| 6     | Britt Ramstad     | Norwegen       | 2:10,4 NR  |
| 7     | Florentina Stancu | Rumänien       | 2:11,9     |

### Vorlauf 2
| Platz | Name                | Nation         | Zeit (min) |
| ----- | ------------------- | -------------- | ---------- |
| 1     | Ilja Laman          | Niederlande    | 2:08,8     |
| 2     | Ileana Silai        | Rumänien       | 2:08,8     |
| 3     | Karin Kessler       | BR Deutschland | 2:09,2     |
| 4     | Tamara Babintschewa | Sowjetunion    | 2:09,5     |
| 5     | Teresa Jędrak       | Polen          | 2:09,9     |
| 6     | Jette Andersen      | Dänemark       | 2:10,0     |
| 7     | Katalin Nagy        | Ungarn         | 2:10,8     |

### Vorlauf 3
| Platz | Name               | Nation           | Zeit (min) |
| ----- | ------------------ | ---------------- | ---------- |
| 1     | Antje Gleichfeld   | BR Deutschland   | 2:05,5     |
| 2     | Alla Kriwoschejewa | Sowjetunion      | 2:05,6     |
| 3     | Sára Szenteleki    | Ungarn           | 2:05,6     |
| 4     | Regine Kleinau     | DDR              | 2:05,8     |
| 5     | Danuta Wierzbowska | Polen            | 2:06,1     |
| 6     | Marie Ingrova      | Tschechoslowakei | 2:07,5 NR  |
| 7     | Elisabeta Baciu    | Rumänien         | 2:09,2     |

### Vorlauf 4
| Platz | Name              | Nation           | Zeit (min) |
| ----- | ----------------- | ---------------- | ---------- |
| 1     | Zsuzsa Szabó      | Ungarn           | 2:06,9     |
| 2     | Pam Piercy        | Großbritannien   | 2:07,2     |
| 3     | Wera Muchanowa    | Sowjetunion      | 2:07,3     |
| 4     | Paola Pigni       | Italien          | 2:07,5     |
| 5     | Dobroslava Žáková | Tschechoslowakei | 2:09,5     |
| 6     | Francine Peyskens | Belgien          | 2:12,8 NR  |
| 7     | Maeve Kyle        | Irland           | 2:13,2     |
| 8     | Adile Dani        | Albanien         | 2:13,2 NR  |

## Halbfinale
3. September 1966
In den beiden Halbfinalläufen qualifizierten sich die jeweils ersten vier Athletinnen – hellblau unterlegt – für das Finale.

### Lauf 1

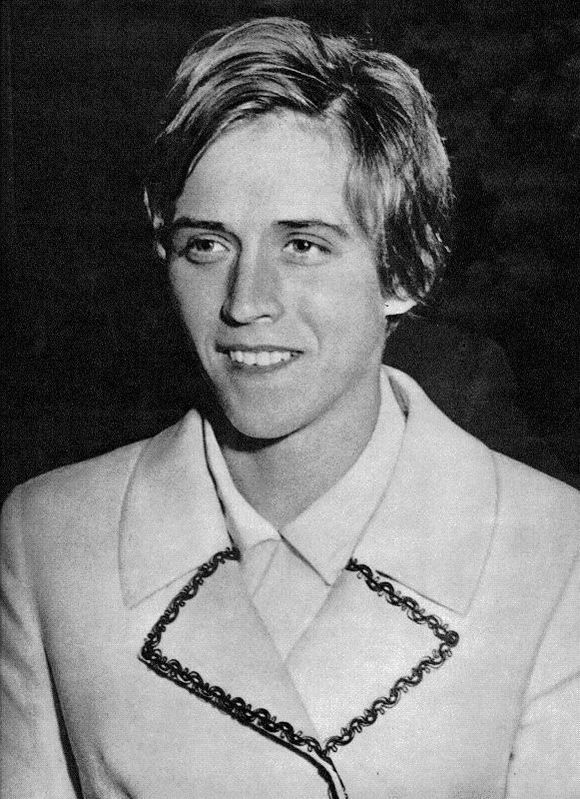
Um einen Platz verfehlte Ileana Silai im ersten Halbfinale die Finalteilnahme

| Platz | Name             | Nation         | Zeit (min) |
| ----- | ---------------- | -------------- | ---------- |
| 1     | Vera Nikolić     | Jugoslawien    | 2:04,2     |
| 2     | Antje Gleichfeld | BR Deutschland | 2:04,9     |
| 3     | Zsuzsa Szabó     | Ungarn         | 2:05,2     |
| 4     | Wera Muchanowa   | Sowjetunion    | 2:05,5     |
| 5     | Ileana Silai     | Rumänien       | 2:08,0     |
| 6     | Karin Kessler    | BR Deutschland | 2:08,0     |
| 7     | Pat Lowe         | Großbritannien | 2:08,4     |
| DSQ   | Regine Kleinau   | DDR            |            |

### Lauf 2
| Platz | Name                | Nation         | Zeit (min) |
| ----- | ------------------- | -------------- | ---------- |
| 1     | Waltraud Pöhlitz    | DDR            | 2:05,1     |
| 2     | Alla Kriwoschejewa  | Sowjetunion    | 2:05,1     |
| 3     | Ilja Laman          | Niederlande    | 2:05,4     |
| 4     | Pam Piercy          | Großbritannien | 2:05,5     |
| 5     | Sára Szenteleki     | Ungarn         | 2:05,8     |
| 6     | Anita Wörner        | BR Deutschland | 2:05,9     |
| 7     | Tamara Babintschewa | Sowjetunion    | 2:06,3     |
| 8     | Paola Pigni         | Italien        | 2:09,2     |

## Finale
4. September 1966
| Platz | Name               | Nation         | Zeit (min)    |
| ----- | ------------------ | -------------- | ------------- |
| 1     | Vera Nikolić       | Jugoslawien    | 2:02,8 CRe/NR |
| 2     | Zsuzsa Szabó       | Ungarn         | 2:03,1 NR     |
| 3     | Antje Gleichfeld   | BR Deutschland | 2:03,7 DR     |
| 4     | Pam Piercy         | Großbritannien | 2:04,1        |
| 5     | Alla Kriwoschejewa | Sowjetunion    | 2:04,2        |
| 6     | Wera Muchanowa     | Sowjetunion    | 2:04,8        |
| 7     | Ilja Laman         | Niederlande    | 2:05,2        |
| 8     | Waltraud Pöhlitz   | DDR            | 2:12,1        |

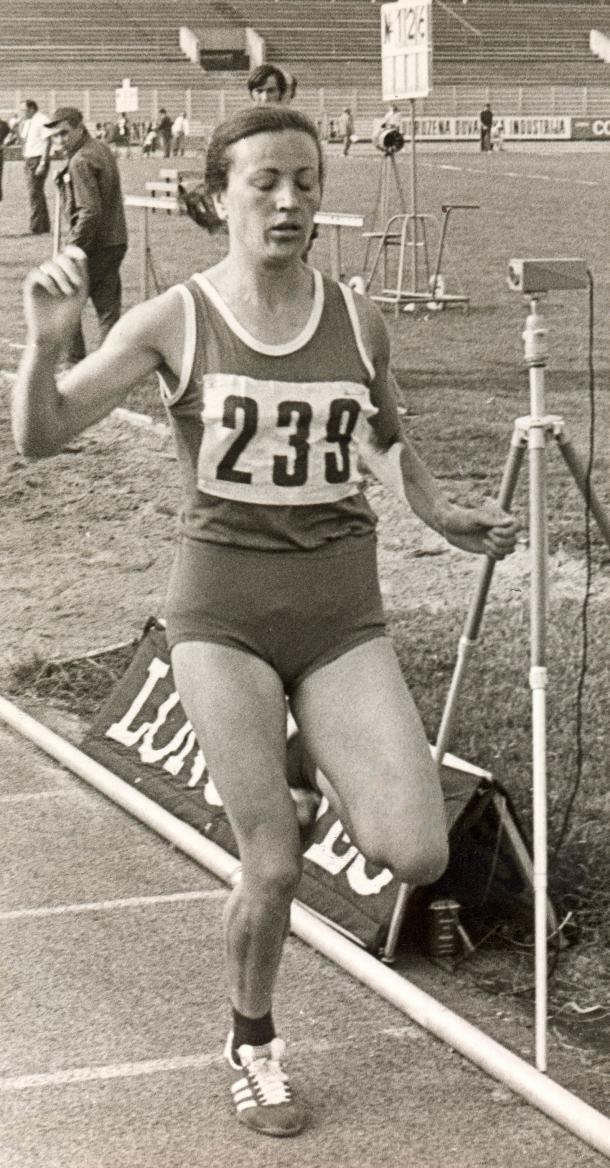
Vera Nikolić – Europameisterin mit egalisiertem Meisterschaftsrekord

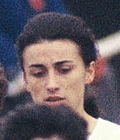
Vizeeuropameisterin Zsuzsa Szabó – drei Tage zuvor Siebte über 400 Meter
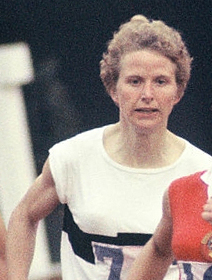
Bronzemedaillengewinnerin Antje Gleichfeld – 1960 und 1964 jeweils Olympiafünfte
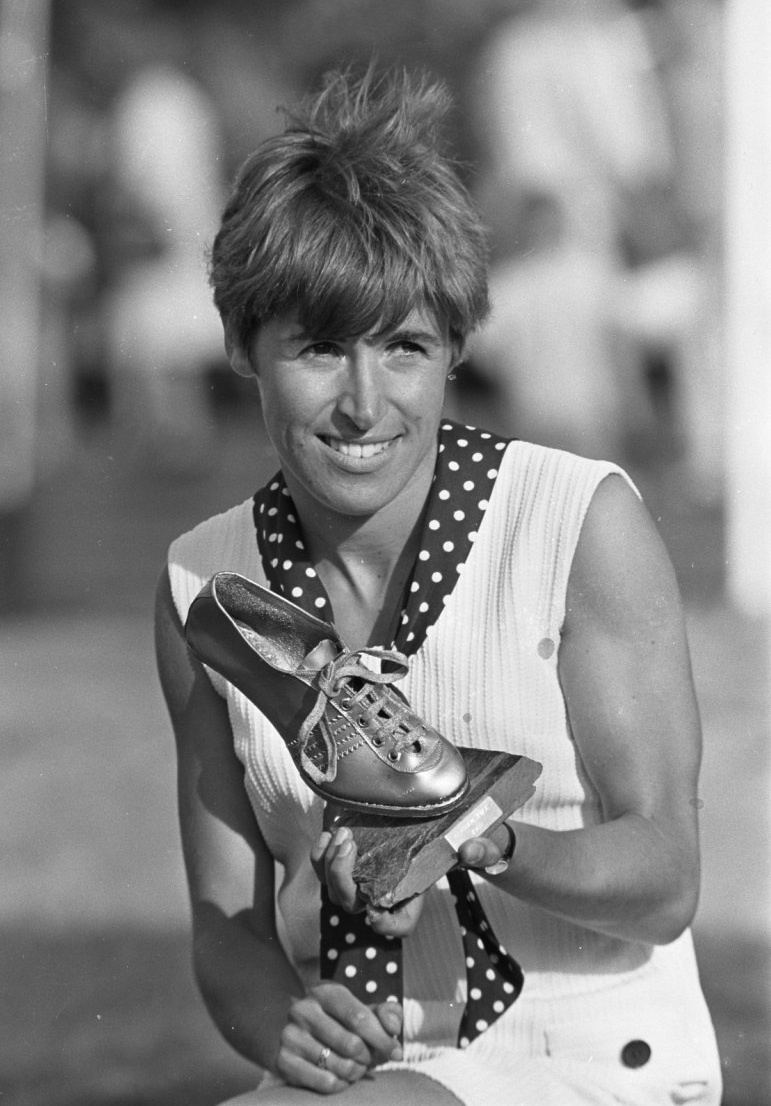
Ilja Laman – später unter ihrem Namen Ilja Keizer auch über 1500 Meter erfolgreich – belegte Rang sieben

## Video
- EUROPEAN ATHLETICS 1966 BUDAPEST 800 WOMEN VERA NIKOLIC, youtube.com, abgerufen am 18. Juli 2022